# Без надії сподіваюсь
«Без надії сподіваюсь» — радянський художній фільм 1989 року, знятий режисером Анатолієм Ромашиним на кіностудії «Молдова-фільм».

## Сюжет
Письменник Косташ напередодні свого виступу на екологічному форумі вирушає у вояж своїм районом, щоб повідомити місцеву владу про прибуття гостей і самому особисто переконатися в їх готовності. Однак парад показухи та вульгарщини ставить у дуже скрутне становище письменника, що колись увірувався у моральній чистоті та працьовитості своїх односельців. Дія фільму відбувається наприкінці вісімдесятих.

## У ролях
- Анатолій Ромашин — Косташ
- Борис Бекет — головна роль
- Валентин Нікулін — Старець
- Ніна Пушкова — Марія, дружина письменника
- Євген Лазарев — роль другого плану
- Ніна Воде-Мокряк — роль другого плану
- Юлія Ромашина — черниця
- Світлана Тома — роль другого плану
- Борис Хмельницький — роль другого плану
- Валентина Ізбещук — роль другого плану
- Санду Васілаке — роль другого плану
- Ігор Кобилянський — син
- Раду Константин — епізод
- Вероніка Григораш — епізод

## Знімальна група
- Режисер — Анатолій Ромашин
- Сценарист — Георгій Маларчук
- Оператор — Вадим Яковлєв
- Композитор — Валентин Динга
- Художники — Станіслав Булгаков, Саїд Меняльщиков